# Slavonska nogometna zona 1963./64.
Slavonska nogometna zona je bila jedna od 4 zone Hrvatske lige, koja je zajedno s ligama iz ostalih republika predstavljala 3. rang u nogometnom prvenstvu SFRJ. Pobjednik Slavonske nogometne zone je igrao kvalifikacije za ulazak u 2. saveznu ligu, dok su iz lige klubovi bili relegirani u prvenstva općinskih nogometnih podsaveza.
| Mj. | Klub                             | Sus. | Pobj. | Ner. | Por. | GR.   | Bod. |
| --- | -------------------------------- | ---- | ----- | ---- | ---- | ----- | ---- |
| 1.  | NK Belišće                       | 25   | 16    | 3    | 6    | 54:24 | 35   |
| 2.  | NK Lokomotiva Vinkovci           | 25   | 14    | 6    | 5    | 58:28 | 34   |
| 3.  | ŠK Jovalija Valpovo              | 25   | 13    | 7    | 5    | 71:36 | 33   |
| 4.  | NK Dinamo Vinkovci               | 25   | 11    | 7    | 7    | 64:35 | 29   |
| 5.  | NK Metalac Osijek                | 25   | 8     | 10   | 7    | 46:42 | 26   |
| 6.  | NK Željezničar Slavonski Brod    | 25   | 11    | 4    | 10   | 37:37 | 26   |
| 7.  | NK Graničar Županja              | 25   | 8     | 9    | 8    | 44:51 | 25   |
| 8.  | FK Nafta Bosanski Brod           | 25   | 9     | 5    | 11   | 44:49 | 23   |
| 9.  | NK Slavonija Slavonska Požega ↓1 | 25   | 9     | 5    | 11   | 45:62 | 23   |
| 10. | NK Jedinstvo Đakovo              | 25   | 7     | 6    | 12   | 57:61 | 20   |
| 11. | RNK Sloga Vukovar                | 25   | 8     | 4    | 13   | 42:58 | 20   |
| 12. | NK Sloga Nova Gradiška           | 25   | 7     | 6    | 12   | 41:67 | 20   |
| 13. | NK Sloga Đurđenovac              | 25   | 6     | 5    | 14   | 30:62 | 17   |
| 14. | NK Radnički Slavonska Požega ↓1  | 13   | 3     | 1    | 9    | 13:33 | 7    |